# Nicolavespa theresae
Nicolavespa theresae är en stekelart som beskrevs av Pinto 2005. Nicolavespa theresae ingår i släktet Nicolavespa och familjen hårstrimsteklar.
Artens utbredningsområde är:
- Costa Rica.
- Guatemala.

Inga underarter finns listade i Catalogue of Life.